# Jamelle Barrett
Jamelle Barrett, né en 1988 à Sacramento (États-Unis), est un joueur de basket-ball américain.

## Carrière
De 2010 à 2014 il participe en tant qu'animateur aux Huskies' Summer Basketball Camps de  Huskies' Summer Basketball Camps à Saskatchewan (Canada). Il met un terme à sa carrière à l'été 2014 et est employé par la société gérante de salles de sport Crunch Fitness à Beaverton, dans l'Oregon, de novembre 2014 à janvier 2015. Depuis 2015, il travaille dans le même domaine pour Moda Health, toujours dans la région de Portland.

### Carrière universitaire
- 2008-2009 :  College of Southern Idaho (NJCAA)
- 2009-2010 :  Cosumnes River College
- 2010-2012 :  Université de la Saskatchewan

### Carrière professionnelle
- Août 2012-avril 2013 :  SA Massagno
- Juillet 2013-novembre 2013 :  Hamamatsu Phoenix
- Janvier 2014-juin 2014 :  Club africain

## Palmarès

### Clubs
- Champion de Tunisie : 2014
- Coupe de Tunisie : 2014